# Pierre-Roger Gaussin
Pour les articles homonymes, voir Gaussin.
Pierre-Roger Gaussin, né le 19 novembre 1922 à Lyon et mort le 15 juillet 1999 à Saint-Étienne, est un historien et homme politique français.

## Biographie
Pierre-Roger Gaussin devient docteur ès lettres à Paris en 1962. Agrégé d'histoire, il contribue à la création de l'Université de Saint-Étienne, qu'il préside de 1970 à 1974. En 1982, au sein de ce même établissement, il fonde le Centre européen de recherche sur les congrégations et les ordres religieux (CERCOR).
Il publie des études sur l'abbaye de La Chaise-Dieu et sur l'histoire de la royauté française au XVe siècle, en particulier sur Charles VII et sur Louis XI.
Durant la Ve législature de la Cinquième République, il exerce un mandat parlementaire en tant que député de la Loire dans le groupe des réformateurs démocrates sociaux du 29 juin 1974 au 2 avril 1978.

## Publications
- Louis XI : un roi entre deux mondes, Paris, A.-G. Nizet, 1988 (1re éd. 1976), 493 p. (ISBN 978-2-7078-0080-0).
- « Les conseillers de Charles VII (1418-1461) : essai de politologie historique », Francia, Munich, Artemis-Verlag, vol. 10,‎ 1982, p. 67-130 (lire en ligne).
- « L’infuence du Monastier Saint-Chaffre au Moyen-Âge », Cahiers de la Haute-Loire, Le Puy-en-Velay, Cahiers de la Haute-Loire,‎ 1967 (lire en ligne).
- « Cinq siècles de politique matrimoniale chez les Polignac, quelques fructueuses alliances... et d'autres qui le furent moins », Cahiers de la Haute-Loire, Le Puy-en-Velay, Cahiers de la Haute-Loire,‎ 1975 (lire en ligne).
- L’abbaye de La Chaise-Dieu 1043-1518, Brioude, Almanach de Brioude, 1962